# Oshituthi shomagongo
Oshituthi shomagongo – coroczny festiwal trwający od 2 do 3 dni i odbywający się jesienią (najczęściej w marcu lub kwietniu) wśród ośmiu należących do ludu Owambo plemion zamieszkujących północną Namibię. Jego obchody poświęcone są owocom maruli (Sclerocarya birrea), z których wytwarzany jest napój alkoholowy omagongo, spożywany podczas święta.
W 2015 roku podczas odbywającej się w Windhuku 10. sesji Międzyrządowego Komitetu ds. Ochrony Niematerialnego Dziedzictwa Kulturowego tradycja wpisana została na listę reprezentatywną niematerialnego dziedzictwa kulturowego UNESCO.

## Charakterystyka

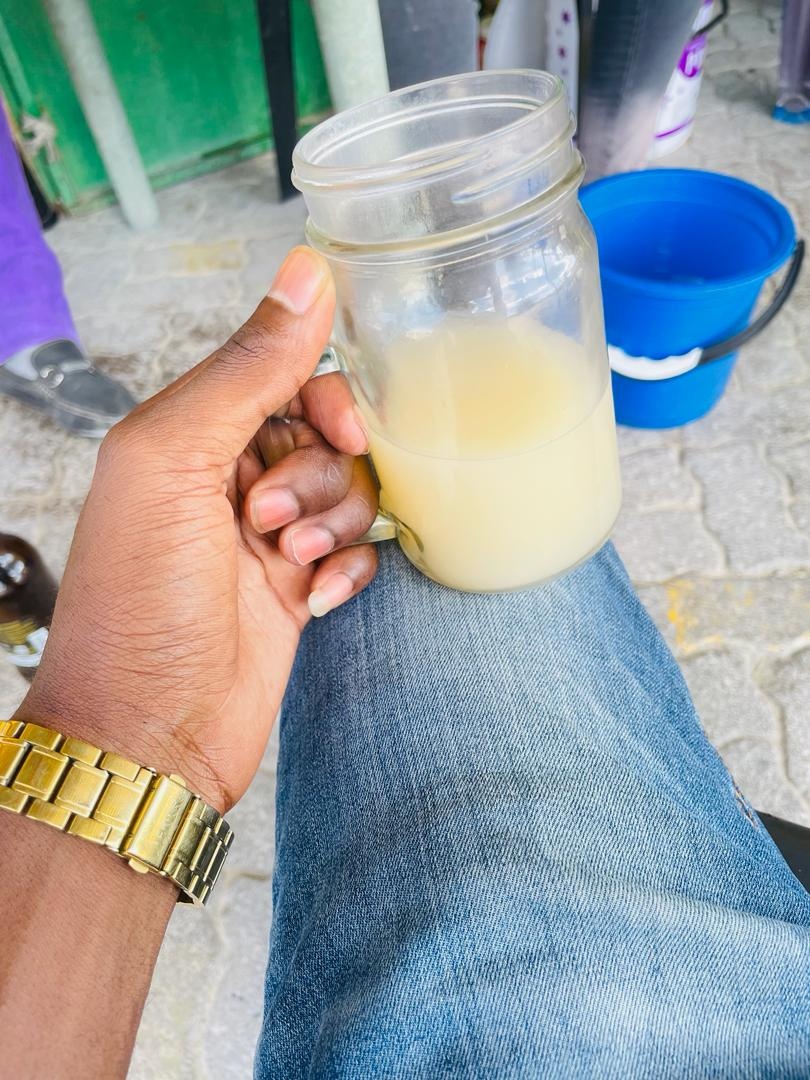
Otrzymany z marul napój omagongo (2024)

Festiwal oshituthi shomagongo gromadzi przedstawicieli ośmiu plemion należących do ludu Owambo, który zamieszkuje regiony Ohangwena, Oshikoto, Oshana i Omusati położone w północnej Namibii, przy granicy z Angolą. Są to społeczności Aandonga, Aakwanyama, Aakwambi, Aangandjera, Aakwaluudhi, Aambalantu, Aakolonkadhi oraz Aambandja.
Przed uzyskaniem przez Namibię niepodległości społeczności te świętowały osobno, natomiast od 1990 roku odbywają się coroczne wspólne obchody organizowane rotacyjnie przez jedno z plemion, np. w 2018 roku organizatorem było plemię Aakwaluudhi, a gościem specjalnym – pierwszy prezydent niepodległej Namibii, Sam Nujoma. Udział w uroczystościach wzięli wówczas również były prezydent, Hifikepunye Pohamba oraz premier kraju, Saara Kuugongelwa-Amadhila. W 2024 roku święto gościła społeczność Aandonga, a obchody uroczyście otworzył prezydent Nangolo Mbumba.
Przygotowania koordynują wodzowie danej społeczności. Święto jest formą spotkania towarzyskiego i stanowi element integrujący społeczność. Udział w nim biorą wszyscy mieszkańcy niezależnie od wieku czy płci. Kobiety wraz z dziećmi zajmują się zbiorem dojrzałych, opadłych z drzew owoców maruli, wyplatają koszyki do przenoszenia zebranych owoców nazywane oontungwa oraz lepią gliniane garnki (liyuma), w których wyciśnięty z marul sok fermentuje przez 2–7 dni, w wyniku czego powstaje bogaty w witaminę C napój alkoholowy o nazwie omagongo zawierający ok. 15% alkoholu. Podczas pracy śpiewają tradycyjne pieśni, recytują wiersze, wymieniają się doświadczeniami i omawiają problemy życia codziennego. Mężczyźni natomiast wytwarzają z rogów bydła szpikulce zwane Iikolo, służące do przebijania owoców, naczynia z tykwy do nalewania napoju zwane uupamba oraz małe drewniane czarki zwane Iitenga, z których później pije się otrzymany trunek.
Gdy napój jest już gotowy, wszyscy członkowie społeczności oraz zaproszeni goście są nim częstowani. Pierwszy kielich omagongo wypija przywódca danego plemienia, który wcześniej odprawia rytuał polegający na opukiwaniu swoich stawów kamieniem onguma po wcześniejszym wylaniu nań porcji napoju. Ma to na celu zapewnienie, że nikt nie zatruje się otrzymanym alkoholem. Istnieje też bezalkoholowa wersja omagongo zwana oshinwa, którą spożywają dzieci i młodzież. Podczas festiwalu podawane jest również tradycyjne jedzenie. Świętowaniu towarzyszą wspólne śpiewy i tańce oraz opowiadanie historii (okutanga).
Transmisja tradycji odbywa się w sposób nieformalny poprzez obserwacje i aktywne uczestnictwo. Podczas przygotowań do festiwalu starsi członkowie społeczności dzielą się wiedzą i umiejętnościami z młodszymi. Oshituthi shomagongo stanowi też okazję do promocji turystyki na obszarze północnej Namibii. Podobne święta obchodzone są też wśród innych ludów z grupy Bantu, zamieszkujących m.in. Angolę, Południową Afrykę, Eswatini i Mozambik, gdzie gatunek Sclerocarya birrea występuje równie powszechnie co w Namibii.